# Real accademia di marina
La Real accademia di marina di Napoli, fondata il 4 dicembre 1735 da Carlo di Borbone sotto il nome di Academia de los Guardia Estendardes de las Galeras, è stato l'istituto di formazione degli ufficiali dell'Armata di Mare del Regno di Napoli e quindi delle Due Sicilie. Dal 1861 al 1878 formò gli allievi ufficiali della Regia Marina italiana.
È la più antica accademia navale d'Italia, nonché progenitrice, insieme alla sua omologa di Genova, dell'Accademia navale di Livorno.

## Storia

### La fondazione e i primi anni (1735-1780)

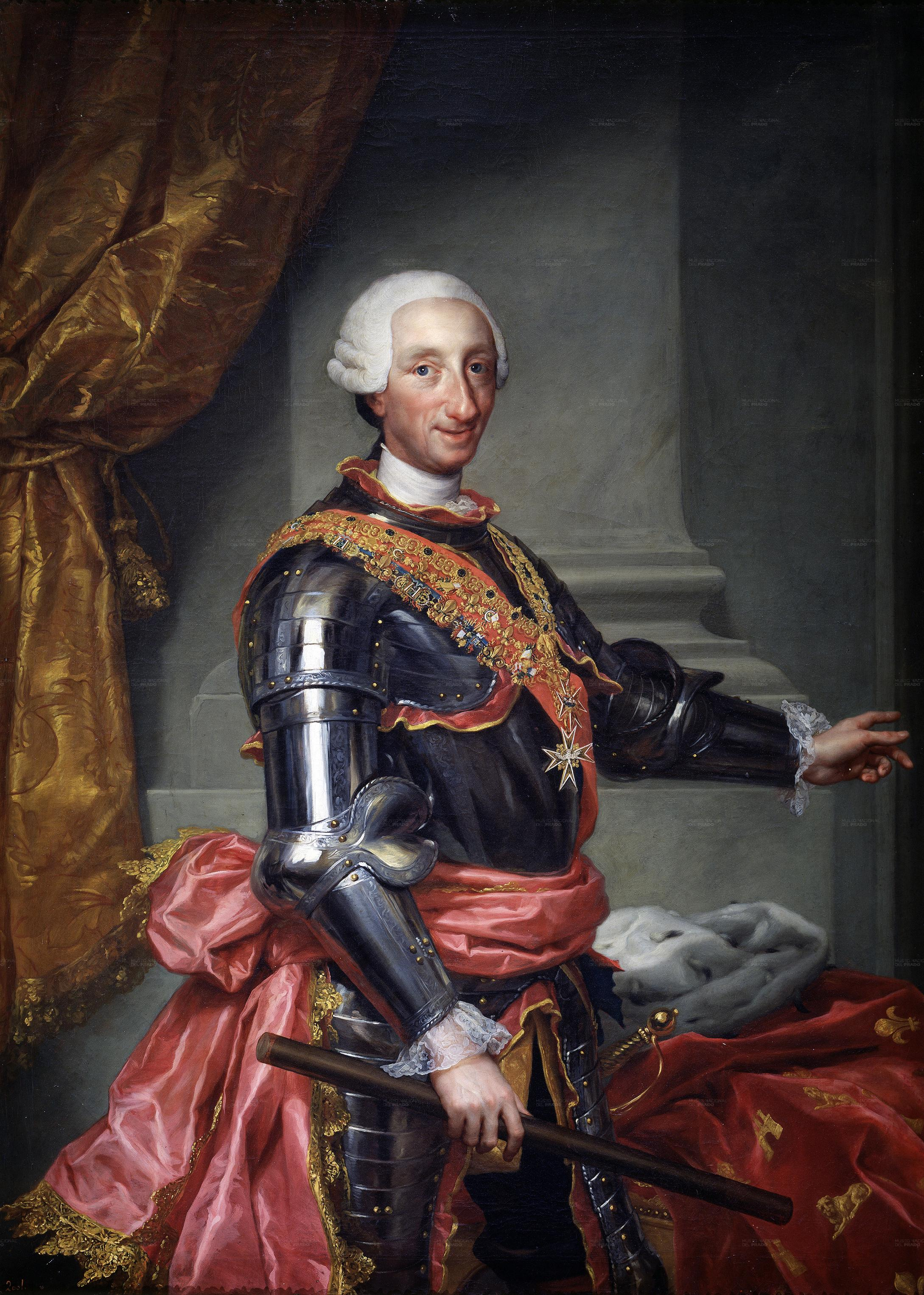
Carlo III di Borbone

Già pochi mesi dopo la sua incoronazione a Re delle Sicilie, avvenuta a Palermo il 3 luglio 1735, Carlo III si pose all'opera per fornire al Regno appena conquistato un apparato militare che gli consentisse di fronteggiare le eventuali minacce esterne. Tale volontà lo portò ad disporre, con la Reale Ordinanza del 4 dicembre 1735, la fondazione dell'accademia di marina, sotto il nome di Academias de los Guardia Estendardes de las Galeras.
Il provvedimento di istituzione, modellato su quello già esistente nel Regno di Spagna fin dal 1718, prevedeva norme precise per la selezione degli allievi, in quanto futuri ufficiali comandanti delle navi della flotta. In particolare, essi dovevano avere un'età compresa tra i 12 ed i 14 anni, saper leggere e scrivere, possedere una sana e robusta costituzione fisica, nonché una buona disposizione morale. Il vaglio delle domande, e l'ammissione dei singoli allievi, era effettuata direttamente dal sovrano. I corsi, della durata di quattro anni, si svolgevano da settembre a giugno, ed avevano orari diversi a seconda della stagione: 7.30-11.30 e 15.30-17.30 in autunno ed estate; 8.00-12.00 e 14.00-16.00 d'inverno.
Fin dal provvedimento d'istituzione ci si trovò in difficoltà per individuare degli spazi atti ad alloggiare i cadetti e favorirne le attività. In mancanza di un edificio idoneo alla Darsena di Napoli, si provvide affittando dei locali privati.

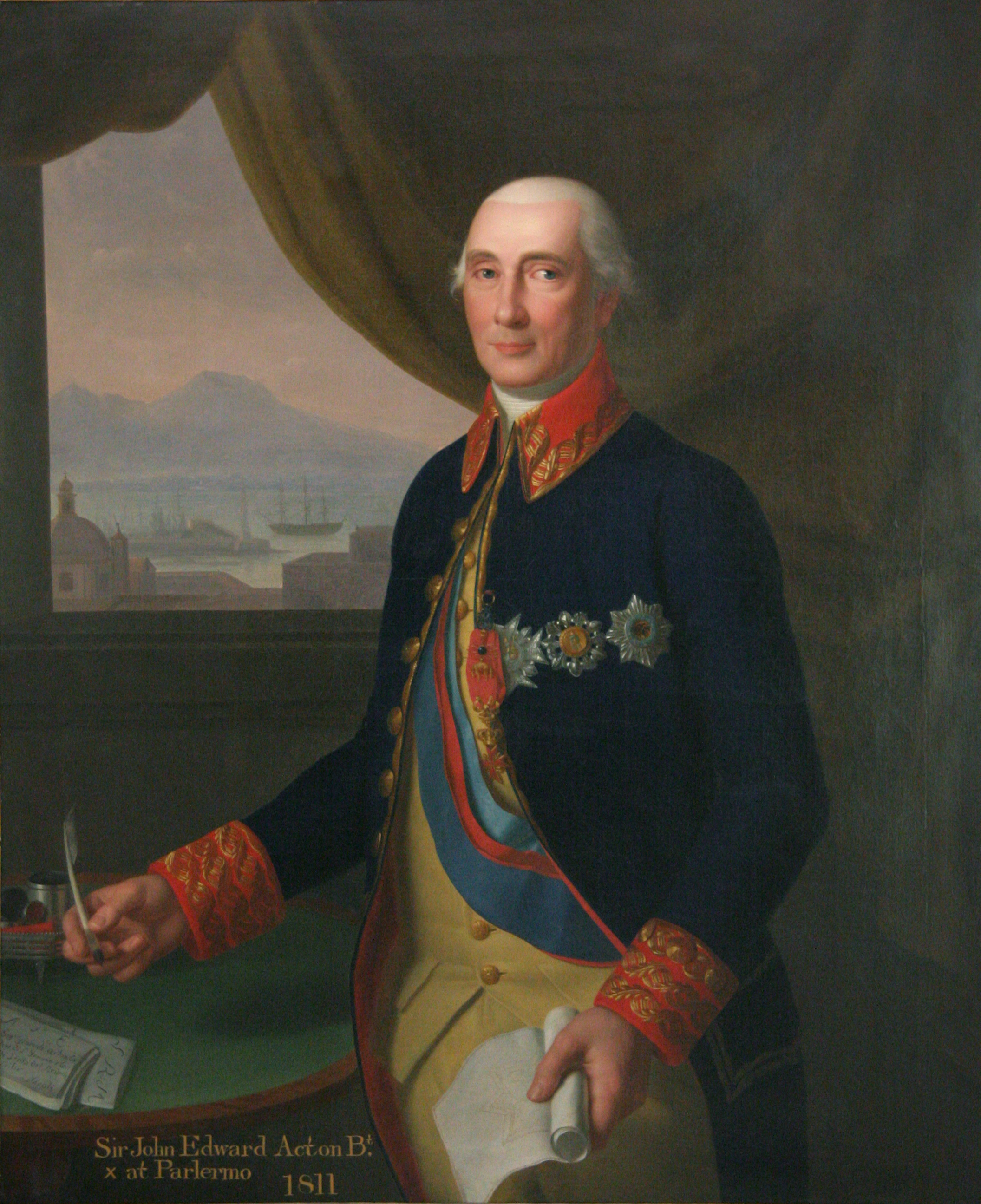
Sir John Acton

Il sistema di addestramento sul modello spagnolo rimase in vigore fino all'avvento, in qualità di ministro, dell'ammiraglio inglese John Acton, il quale impresse un notevole impulso allo sviluppo della flotta militare. Nel mese di maggio del 1779, sotto il regno di Ferdinando IV di Borbone, fu deciso di ammodernare l'addestramento dei cadetti, e contemporaneamente incrementarne il numero. Le nuove disposizioni prevedevano che i cadetti formassero
Al fine di aumentare il numero degli aspiranti, gli anni di corso furono ridotti da quattro a tre, ed il ventaglio d'età fu ampliato fino a comprendere allievi dagli 11 ai 16 anni.
Da un punto di vista dei programmi di insegnamento, l'istituto era egualmente provvisto di elementi teorici e pratici. Oltre alla storia, alla geografia, alla lingua inglese e francese, alla matematica, alla trigonometria piana e sferica, alla fisica sperimentale ed allo studio dei trattati pratici per la costruzione dei vascelli; gli allievi facevano pratica due volte a settimana di armi bianche e da fuoco, artiglierie comprese, e si esercitavano in mare a tenere l'ordine di battaglia. Come detto in precedenza, l'intendimento originario era quello di allocare i cadetti in un apposito edificio alla Darsena di Napoli. Permanendo tuttavia ancora negli anni Settanta del XVIII secolo l'indisponibilità di tale edificio, fu deciso il trasferimento dell'Accademia a Portici.

### Il trasferimento a Portici (1780-1793)
La scelta di trasferire a Portici l'Accademia non fu casuale, in quanto la cittadina vesuviana diventava, da marzo ad ottobre, il centro della vita di corte. Fin dai tempi di Carlo di Borbone, infatti, era stata realizzata la Reggia di Portici, la quale accoglieva i sovrani nel periodo primaverile ed estivo. Intorno ad essa era inoltre sorta una lunga teoria di splendidi palazzi nobiliari, i quali costituirono nel tempo il cosiddetto Miglio d'oro.
La scelta dell'edificio da destinare all'Accademia di Marina cadde sull'antico convento dei Gesuiti, il quale, alla cacciata dell'ordine dal Regno, avvenuta mediante la prammatica del 31 ottobre 1767, era stato acquisito ai beni della corona. L'antico monastero, similmente a quanto avvenuto per quello che avrebbe ospitato la Reale Accademia della Nunziatella di Napoli, era già stato destinato ad usi militari. Esso ospitava infatti i cadetti del Battaglione Real Ferdinando, corpo di Casa Reale del quale lo stesso re Ferdinando IV di Borbone aveva il grado di colonnello.
L'edificio aveva subito rispetto alle origini numerosi miglioramenti, tra cui quelli operati da Carlo Vanvitelli nel 1771, i quali avevano lo scopo di rendere confortevole l'alloggiamento dei cadetti, in quanto i Gesuiti avevano scientemente lasciato i luoghi in condizioni pietose. Già tre anni dopo, tuttavia, il 27 agosto 1774 si rese necessario emanare una nuova direttiva, che affidava ai regi ingegneri Emmanuele de Montemayor e Felice Bottiglieri il compito di effettuare un ampliamento, che consentisse di ospitare un numero di cadetti più alto rispetto al passato. I lavori, iniziati nell'autunno di quello stesso anno, procedettero rapidamente, tanto da potersi considerare ultimati il 27 marzo 1777, quando si procedette alle ultime rifiniture. Posteriormente al completamento dei lavori, i cadetti del Battaglione Real Ferdinando vi ebbero accesso, seguendo durante l'anno la corte negli spostamenti tra Napoli e Portici.

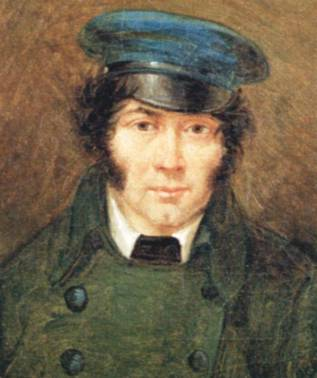
Francesco Caracciolo

All'inizio del giugno 1779, in funzione della determinazione di portare a Portici l'Accademia di Marina, vi fu inviato l'ingegnere delle opere idrauliche della Marina Giuseppe Bompiede, con l'incarico di studiare la situazione e disegnare i piani di un ampliamento. Il progetto risultante vide la realizzazione di un nuovo braccio dell'edificio. I lavori, affidati al Tenente di Vascello, ingegnere idraulico, Salvatore Carrabba, iniziarono alla fine dell'estate del 1779; e furono completati in una prima tranche entro il febbraio 1780. Il completamento della prima fase consentì il trasferimento a Portici di un Comandante, due subalterni, e venti guardiamarina, uno per stanza. Il proseguimento dei lavori consentì il trasferimento dell'intero corpo docente, degli ufficiali, del personale di servizio e di tutti i 40 guardiamarina nell'edificio entro l'estate del 1780.
Il trasferimento nella nuova sede, e la sua prossimità al porto del Granatello, consentiva l'agevole addestramento dei cadetti in mare, il quale veniva effettuato a bordo di una galeotta ivi ancorata. La pratica di artiglieria veniva invece effettuata presso il Fortino del Granatello, antica costruzione sorta intorno ad una precedente torre di avvistamento costruita ai tempi del viceré di Napoli Pedro Álvarez de Toledo y Zúñiga.
L'Accademia fu oggetto di frequenti visite da parte di Ferdinando IV, il quale fin da giovanissimo coltivò un forte interesse per i giochi di guerra. Nelle acque antistanti il Granatello, infatti, e nel bosco che circondava la locale Reggia, si svolgevano spesso simulazioni di combattimenti, cui il re partecipava di persona. All'Accademia passarono inoltre numerosi personaggi di rilievo del tempo, tra cui, il 17 febbraio 1784, il re di Svezia Gustavo III, che ne rimase molto favorevolmente impressionato.
La sede di Portici dell'Accademia, che in questo periodo ospitò come allievo il futuro ammiraglio Francesco Caracciolo, fu abbandonata alla fine del 1793, quando l'istituto fu trasferito in un edificio della capitale.

### Il secondo periodo napoletano (1793-1805)
La sede di Pizzofalcone

### Il terzo periodo napoletano (1816-1861)
Il monastero dei SS. Severino e Sossio (1816-1835)
La sede di Santa Lucia (1843-1878)

### Nel regno d'Italia (1861-1878)
A seguito dell'Unità d'Italia e dell'istituzione nel 1861 della Regia Marina proseguì nella formazione degli allievi ufficiali di marina fino al 1868, quando la Reale Accademia di marina fu unificata con la "Regia scuola di marina" di Genova, già della Marina del Regno di Sardegna per creare un unico istituto, con decreto del 20 settembre 1868: la Regia scuola di marineria.
L’allora Ministro della Marina, ammiraglio Augusto Riboty, unificò le due scuole in un unico Istituto, e le suddivise in due Comandi, detti Divisioni. Da quel momento gli allievi seguirono i primi due anni di corso presso la sede di Napoli e gli ultimi due a Genova.
Nel 1878, con la trasformazione della Scuola in Accademia Navale con legge presentata dall'allora ministro della Marina, l'ammiraglio Benedetto Brin, furono soppresse le sedi di Napoli e Genova, e fu indicata come sede unica Livorno.